# Liste der Bahnhöfe und Haltepunkte in Hamm
Dieser Artikel beschreibt bestehende, ehemalige sowie geplante Bahnhöfe und Haltepunkte in der Großstadt Hamm in Nordrhein-Westfalen.

## Bahnhöfe und Haltepunkte mit Personenverkehr

### Hamm (Westfalen) Hauptbahnhof

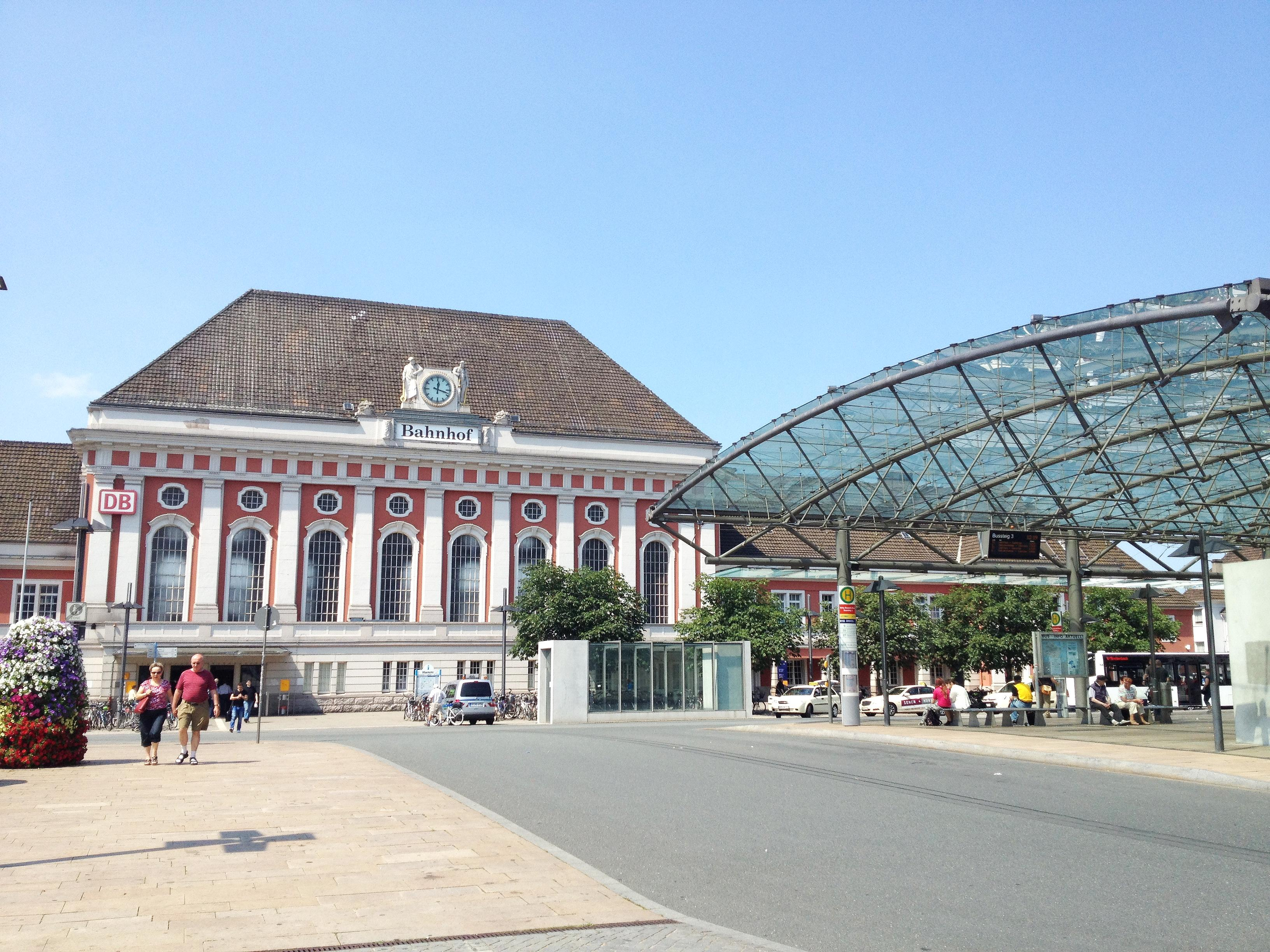
Empfangsgebäude (2013)

Hamm (Westfalen) Hauptbahnhof in der Hammer Innenstadt (Tarifbezeichnung Hamm (Westf) Hbf, bis 2019 Hamm (Westf), bahnbetrieblich Hamm (Westf) Pbf) ist der wichtigste Bahnhof der nordrhein-westfälischen Stadt Hamm. Er ist Teil des Netzes der Deutschen Bahn AG. Die Anlage dient gleichzeitig als einer der wichtigsten Eisenbahnknoten in Nordrhein-Westfalen, besonders für das östliche Ruhrgebiet. Von dort aus ist ein Umstieg in den Regional- und Fernverkehr Richtung Münsterland sowie Ostwestfalen-Lippe und die Soester Börde möglich.
Der Hauptbahnhof von Hamm liegt an folgenden Bahnstrecken:
- Strecke Dortmund–Hamm (KBS 415[2])
- Strecke Hamm–Minden (KBS 400[3])
- Strecke Münster–Hamm (KBS 410[4], 455[5])
- Strecke Hamm–Warburg (KBS 430[6])
- Strecke Hagen–Hamm (KBS 455[5])
- Strecke Oberhausen-Osterfeld–Hamm

### Bahnhof Hamm-Bockum-Hövel
Der Bahnhof Hamm-Bockum-Hövel ist ein Bahnhof der Deutschen Bahn AG an der Strecke Hamm–Münster im Hammer Stadtbezirk Bockum-Hövel. Er diente ursprünglich nicht der Erschließung Bockum-Hövels, sondern sollte lediglich das Haus Ermelinghof an das Verkehrsnetz anbinden. Deshalb hieß der Bahnhof zunächst Bahnhof Ermelinghof.
2008 hat die Stadt Hamm eine bauliche Modernisierung des Bahnhofsumfeldes mit zahlreichen Verbesserungen für die Fahrgäste abgeschlossen:
- Erweiterung der Parkmöglichkeiten auf 100 Park-&-Ride-Plätze
- mehr Fahrrad-Plätze durch eine neue, diebstahlsichere Abstellanlage
- Bau einer Buswendeschleife, die erstmals die Verknüpfung von Bus und Bahn in Bockum-Hövel ermöglicht
- besseres Erscheinungsbild des gesamten Bahnhofsumfeldes[7]

Der Bahnhof Hamm-Bockum-Hövel wird täglich von ca. 350 Pendlern benutzt.
Bis 1985 gab es am gegenüber dem Empfangsgebäude liegenden Gleis der Werne–Bockum-Höveler Eisenbahn einen Haltepunkt, an dem täglich ein Güterzug mit Personenbeförderung abfuhr.

### Bahnhof und Haltepunkt Hamm-Heessen
Der Bahnhof Hamm-Heessen ist ein ehemaliger Personenbahnhof und heutiger Betriebsbahnhof an der Bahnstrecke Hamm–Minden. Er liegt im Stadtbezirk Hamm-Heessen der Stadt Hamm.
An der Personenstrecke (VzG-Nummer 1700) befindet sich der Haltepunkt Hamm-Heessen, ein Nahverkehrssystemhalt. Bahnbetrieblich heißt er Heessen Hp.
An der Güterstrecke (VzG-Nummer 2990) befindet sich ein Gleisanschluss der Eurobahn. Über diesen Anschluss werden die Elektrotriebwagen des Maas-Rhein-Lippe-Netzes und des Hellweg-Netzes dem Betriebswerk Hamm-Heessen zur Wartung und Reinigung zugeführt.

#### Bedienungsangebot
Im Schienenpersonennahverkehr wird der Haltepunkt Heessen von zwei Linien im Stundentakt bedient:
- Rhein-Weser-Express (RE 6)
- Ems-Börde-Bahn (RB 69)

Der Regional-Express wird von National Express, die Regionalbahn von der Eurobahn betrieben.

#### Ausstattung
Der Bahnsteig Richtung Bielefeld ist ebenerdig zugänglich, der Bahnsteig Richtung Hamm ist nur über eine Treppe erreichbar. Am Zugang zum Bahnsteig befindet sich ein Fahrkartenautomat.
Im Jahre 2009 wurden über 600.000 Euro für die Sanierung des Haltepunktes bereitgestellt. Seit dem Jahr 2019 erfolgt eine erneute umfassende Umbaumaßnahme mit Blick auf die RRX-Anbindung.
Eine Verknüpfung mit dem Städtischen Nahverkehr Hamms ist über die Haltestelle Heessen Bahnhof, auf der Ahlener Straße etwa 120 m vom Bahnhof entfernt, gegeben. Hier verkehren die Buslinien 11 und 12 der Stadtwerke Hamm.

#### Geschichte
Der erste Zug hielt am 1. Juni 1891 in Heessen. Im Jahr 1916 wurde das Empfangsgebäude errichtet.
1947 hielten täglich fünfzig Züge in Heessen. 1949 wurde ein Güterbahnhof eingerichtet.
Am 17. Januar 1960 stellte der Westfälische Anzeiger und Kurier fest: Der Bahnhof Heessen ist nur noch ein Zusatzgeschäft. Zu diesem Zeitpunkt waren bereits Restaurant und Wartehalle geschlossen worden. Es hielten täglich noch dreißig Personenzüge in Heessen. Der Tagesbetrieb im Bahnhof wurde von Bundesbahnsekretär Fritz Vorrath und Bundesbahnbetriebswart Günter Klüner aufrechterhalten.
Im April 1961 wurde das Empfangsgebäude abgebrochen. Ein Jahr später errichtete man ein neues, das 1983 abgerissen und durch einen Warteraum mit Fahrkartenautomat ersetzt worden ist. Am Haltepunkt hielten nur noch zwanzig Züge täglich. Im Fahrplanjahr 2012 hielten wieder 74 Züge in beiden Richtungen am Tag.

### Haltepunkt Hamm-Westtünnen

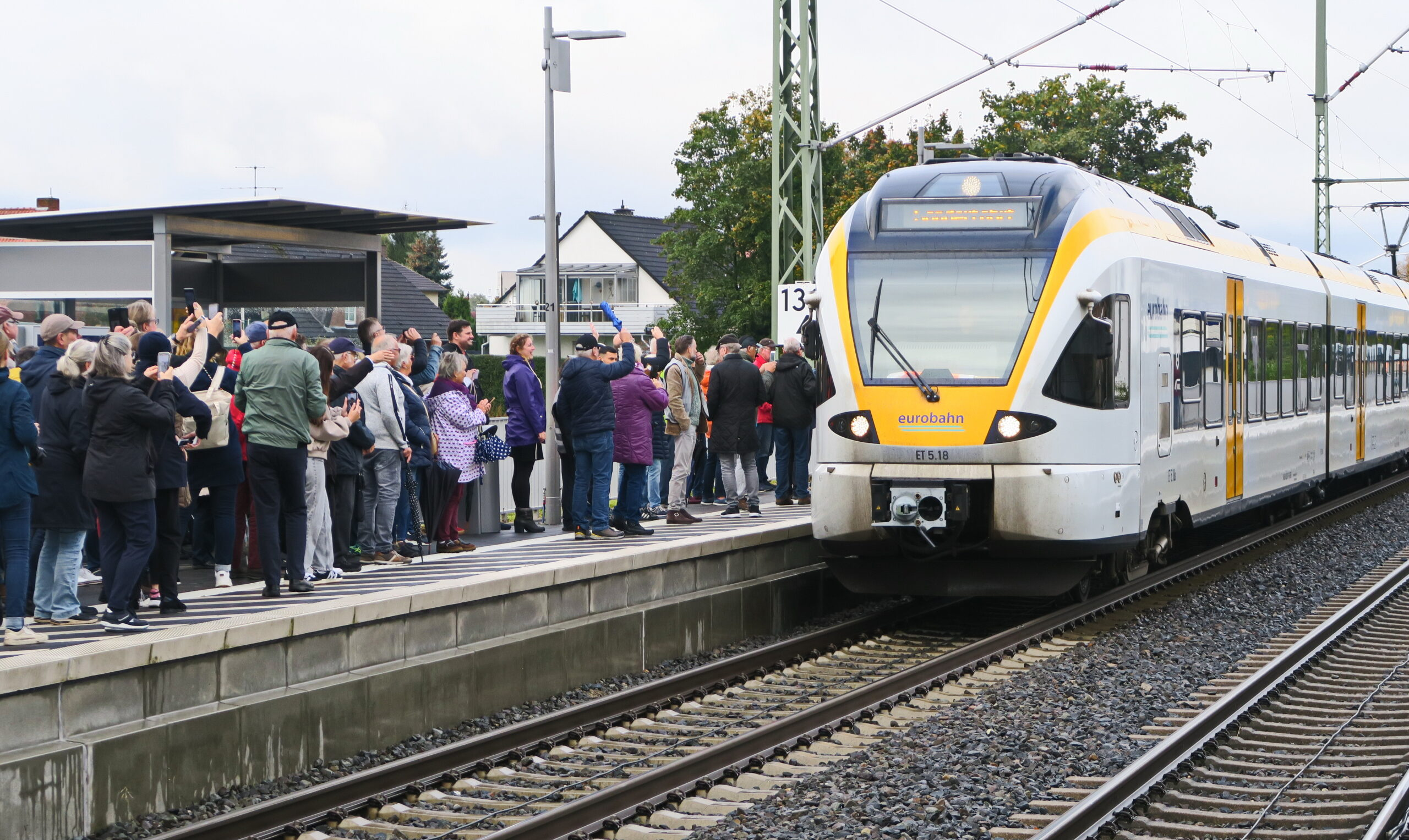
Die Einfahrt des ersten in Westtünnen haltenden Zuges von Hamm (Westf.) Hbf kommend, am 10. Oktober 2024

Im Stadtteil Westtünnen wurde 2022 mit dem Bau eines neuen Haltepunktes begonnen. Zeitgleich mit der Station erfolgte der Bau einer Unterführung des Südfeldwegs, sowie eines neuen Kreisverkehres gegenüber dem Haltepunkt an der Von-Thünen-Straße, wozu auch die Dambergstraße voraussichtlich 2025 verlängert wird. Zusätzlich wurde die südlich des Haltepunkts liegende Verdistraße, welche vorher nur ein Wirtschaftsweg war großzügig ausgebaut, sodass eine bessere Erreichbarkeit für die Park-and-Ride Parkplätze der Südseite gegeben ist. Angestrebt wurde ursprünglich ein Baubeginn im Jahre 2013.
Die Baumaßnahmen an Haltepunkt sowie Unterführung wurden kurz nach der offiziellen Eröffnung am 10. Oktober 2024 komplett abgeschlossen, sodass von Westtünnen aus jeweils halbstündlich durch die Ems-Börde-Bahn eine direkte Verbindung über den Hauptbahnhof nach Münster, sowie in Gegenrichtung über die Soester Börde nach Paderborn geschaffen wurde. Angeknüpft an den Hammer Busverkehr ist der Haltepunkt über die in Nähe gelegene Haltestelle Dambergstraße, welche durch die Verkehrsgesellschaft Breitenbach halbstündlich von der Buslinie 4 zur Innenstadt sowie alle zwei Stunden von der Ringbuslinie bedient wird. Des Weiteren verkehrt seit Eröffnung die zweistündliche Taxi-Bus Linie T2 über Berge nach Rhynern, welche an jeweils unmittelbar hinter den Bahnsteigen errichteten Bushaltestellen beginnt, beziehungsweise endet.

### Bahnhof Hamm (Westf) RLG
Der Bahnhof Hamm (Westf) RLG der AG Ruhr-Lippe-Eisenbahnen (heute Regionalverkehr Ruhr-Lippe GmbH) war einst der Ausgangspunkt eines meterspurigen Kleinbahn-Netzes, das über Lippborg und ebenfalls über Werl zweiseitig bis nach Soest und über Ostönnen nach Neheim-Hüsten reichte. Von diesem Streckennetz existiert heute nur noch die bis 1940 auf Normalspur umgebaute Strecke Hamm RLG–Lippborg. Im Bahnhof Hamm RLG befindet sich heute ein Lokschuppen für die Ortslok der RLG, die den Güterverkehr zu den Anschließern Du Pont Uentrop und Kraftwerk Westfalen abwickelt. Zwei weitere Gleisanschlüsse werden von der Museumseisenbahn Hamm genutzt. Eine Verbindungskurve ermöglicht Rangierfahrten von Hamm RLG zum Bezirk Hrw des Rangierbahnhofs Hamm.
Der neu erbaute Bahnsteig am alten Lokschuppen wird von den Hammer Eisenbahnfreunden als Hamm Süd bezeichnet. Der eigentliche Bahnhof Hamm Süd befand sich wenige Kilometer entfernt.

### Bahnhof Uentrop bzw. Bahnhof Mark
1904 eröffnete die Ruhr-Lippe-Eisenbahn den Personenverkehr zwischen Uentrop und Lippborg. Der Bahnhof Mark befand sich in der Nähe des Burghügels. Auch auf dieser Bahnstrecke verkehrten „Pengel Anton“ genannte Dampfzüge. Am Samstag, den 26. September 1964 gab es einen „großen Bahnhof“ für den „Pengel Anton“. Dieser startete um 9:11 Uhr zum letzten Mal in Richtung Lippborg. Um 11:04 Uhr war die letzte Rückfahrt beendet.
Die Bahnstrecke wird heute noch für Güterzüge zum Kraftwerk Westfalen benutzt. Außerdem verkehren hier gelegentlich Dampfzüge der Eisenbahnfreunde Hamm.

## Bahnhöfe ohne Personenverkehr

### Hamm (Westfalen) Rangierbahnhof

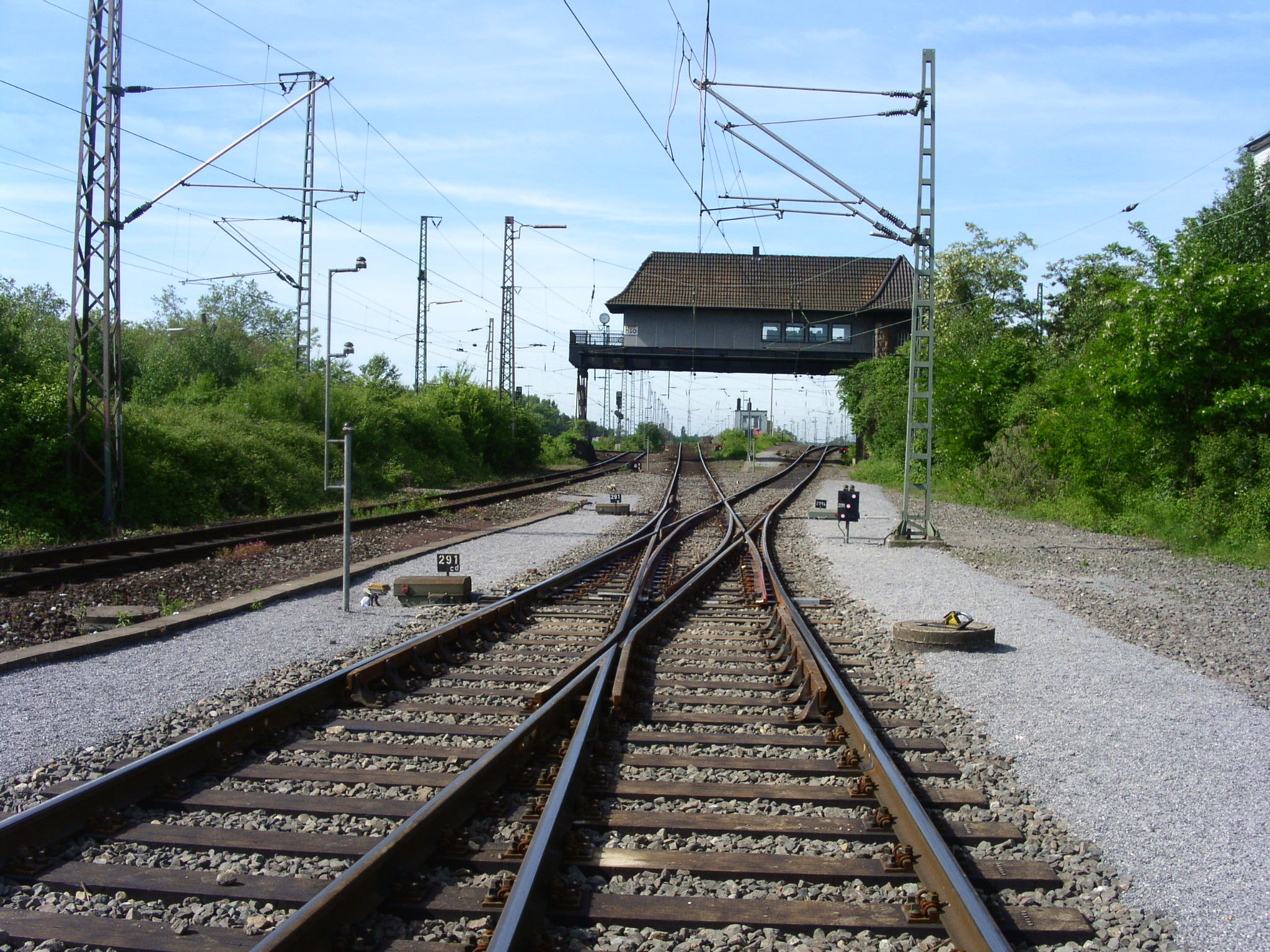
Ablaufanlage Hamm Rbf Hso

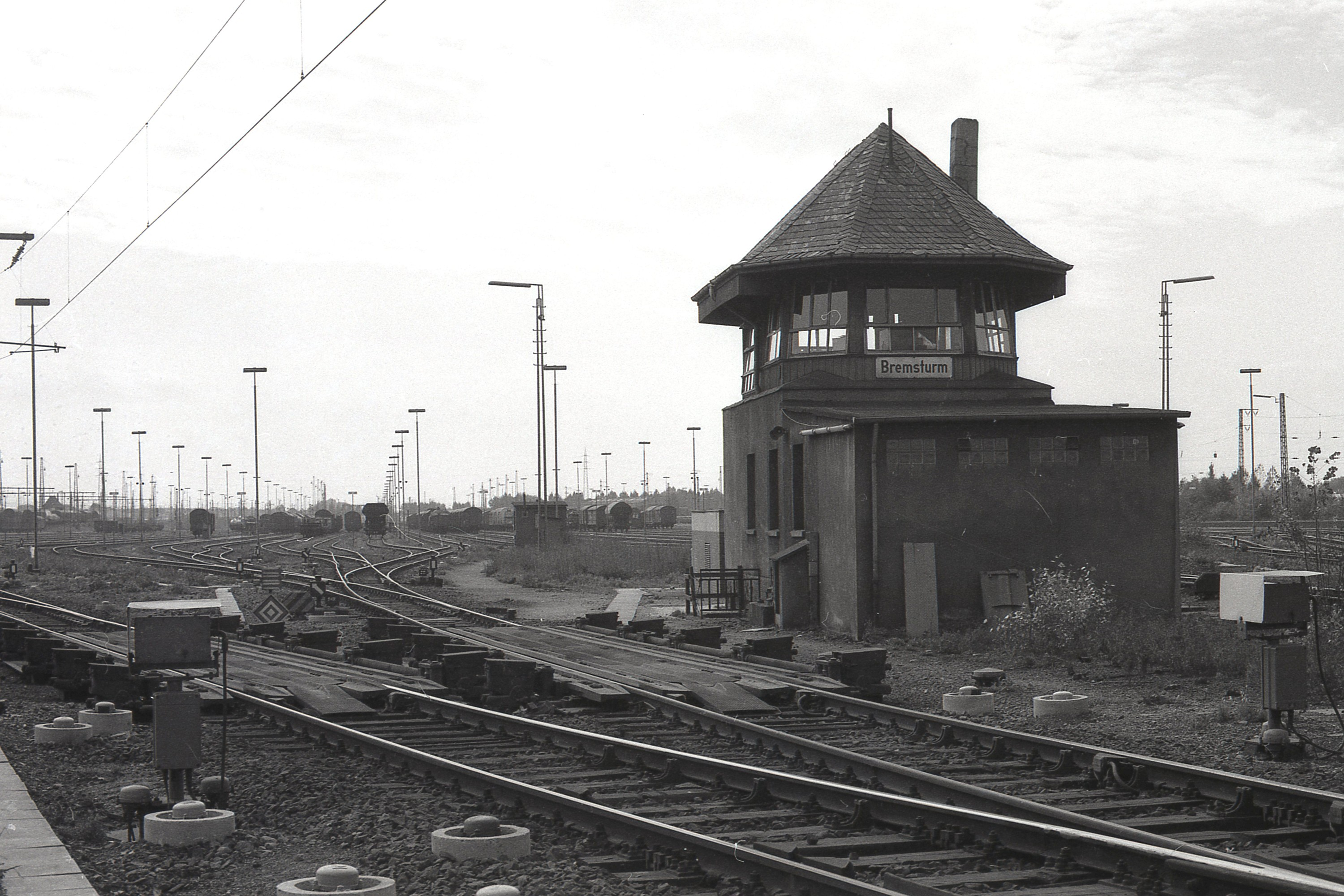
Bremsturm Hamm Rbf, 1975

Der Rangierbahnhof Hamm (Westf) Rbf, der unmittelbar südlich in direkter Nachbarschaft des Hauptbahnhofs liegt, wurde im Jahre 1882 angelegt. Infolge des starken Anwachsens des Zugverkehrs reichten die Kapazitäten des Bahnhofs bald nicht mehr aus. So wurde ab dem Jahre 1911 ein großangelegter Umbau in Angriff genommen, der 1929 abgeschlossen war. Der alte Rangierbahnhof wurde durch einen etwas weiter südlich gelegenen Neubau mit drei Rangiersystemen ersetzt: Hso und Vmo jeweils für die West-Ost-Richtung, Hvw (später Hro) für die Ost-West-Richtung. Zusätzlich existierten im Bahnhof drei Nebenablaufberge für Sonderaufgaben (zum Beispiel Nachsortierung). Nach den Umbaumaßnahmen zählte die Anlage mit 9,3 Kilometer Länge und bis zu 430 m Breite bei einer Gesamt-Gleislänge von 325 Kilometern und einer Kapazität von 10.500 Wagen pro Tag zu den größten ihrer Art in Europa. Das Rangiersystem Hvw erhielt im Jahre 1925 einen der ersten mit Gleisbremsen mechanisierten Ablaufberge.
Im Laufe der 1960er Jahre wurde der Rangierbahnhof teilweise modernisiert. Noch 1974 wurden in Hamm insgesamt rund 1,9 Millionen Güterwagen zu neuen Zügen formiert. Nach der Übergang von Deutscher Bundesbahn zu Deutscher Bahn wurden von den drei Ablaufanlagen diejenigen bei den Stellwerken Hro (früher Hvw) und Vmo stillgelegt. Der Ablaufberg Hso wird als EOW-Anlage weiterbetrieben. Damit konnte auch auf das letzte der elektromechanischen Stellwerke im Bahnhof verzichtet werden. Der Rangierbahnhof wird seitdem komplett aus den beiden Gleisbildstellwerken Hrw und Hro gesteuert (beide Bauart Spurplan 60).
Bis vor wenigen Jahren wurden große Teile des Rangierbahnhofs vom DB-Stillstandsmanagement für die Abstellung von ausgemusterten und von der Revision zurückgestellten E-Loks, Dieselloks, Reisezugwagen und Dieseltriebwagen benutzt. Der Rangierbahnhof arbeitet nur mehr mit 10 % der ursprünglichen Kapazität von fast 10.000 Güterwagen täglich. Die überregionalen Zugbildungsaufgaben sind auf den Rangierbahnhof Hagen-Vorhalle übergegangen, dem Hamm Rbf als Knotenbahnhof angegliedert ist. Zum Rangierbahnhof gehörte einst das Bahnbetriebswerk Hamm G mit zwei Schiebebühnen und einem Rechtecklokschuppen. Bereits 1966 wurde es mit dem nahen Bw Hamm P zu einer einheitlichen Dienststelle „Bw Hamm (Westf.)“ zusammengelegt. Bereits ab Ende der 50er Jahre begann man, die Schnellzugdampfloks des Bw Hamm durch Diesellokomotiven der Baureihe V 200.0 zu ersetzen. Der besonders lange Lokschuppen des ehemaligen Bw Hamm P eignete sich gut für die Wartung kompletter Triebzüge, weswegen die Baureihen 601 und 403 in Hamm beheimatet wurden. Nach der Ausmusterung der genannten Fahrzeuge verschob sich der Schwerpunkt der Instandhaltung im Bw Hamm auf Rangierlokomotiven und Nebenfahrzeuge. Nachdem in den Jahren zuvor noch die Rangierlokbestände der Betriebswerke Bielefeld und Münster übernommen worden waren, endete die Triebfahrzeuginstandhaltung und -Beheimatung im Bw Hamm am 31. März 2001. Seine Aufgaben wurden vom Betriebswerk Hagen übernommen. Hamm ist jedoch nach wie vor eine wichtige Personaleinsatzstelle der DB Cargo Deutschland, da viele durchlaufende Güterzüge einen Zwischenstopp zum Personalwechsel im Rangierbahnhof Hamm einlegen. Ein umfassender Umbau des Rangierbahnhofes Hamm zu einem multimodularen Logistikknotenpunkt, welcher als „Multi-Hub Westfalen“ bezeichnet wird, befindet sich in Planung. Dieser soll auf einer Fläche von 60 Hektar der aktuell nicht genutzten 85 Hektar des Rangierbahnhofes entstehen. Aufgrund noch nicht erschlossener Förderquellen von insgesamt rund 500 Millionen Euro, welche auch Straßenbaumaßnahmen einschließen, ist mit einem Baubeginn erst ab Mitte der 2020er Jahre zu rechnen. In Kombination mit dem Maxi Terminal im Hafen von Hamm, welches als trimodulares Containerterminal und Baustein des „Multi Hub“ fungiert, wurde als Ziel gesetzt, bis zu 170.000 LKW-Fahrten überflüssig zu machen.

### Bahnhof Pelkum
Der seit 1905 bestehende Bahnhof Pelkum im gleichnamigen Stadtbezirk ist ein Bahnhof an der „Osterfelder Bahn“ von Hamm nach Oberhausen. Er wurde am 21. Mai 1966 um 24 Uhr für den Personenverkehr stillgelegt, nachdem sich noch im Februar der Pelkumer Gemeinderat vehement gegen die Schließung des Bahnhofs gewehrt hatte. Zu diesem Zeitpunkt wurde die kommunale Neuordnung diskutiert, und Pelkum versuchte, seine Selbstständigkeit gegenüber Hamm zu bewahren. 1983 wurde der Personenverkehr auf der gesamten Strecke stillgelegt.
Nur Bahnhofsvorsteher Ernst Erdelkamp und sein Stellvertreter Ernst Bohnensack blieben zunächst im Amt, um den Güterverkehr abzuwickeln. Hauptkunde des Bahnhofs war die Zeche Heinrich-Robert, von der aus täglich mindestens ein Kohlenzug mit 1300 Tonnen über diesen Bahnhof auf den Weg nach Frankreich ging. Der Bahnhof diente bis zum Jahr 2010 ausschließlich der Kohleabfuhr des Bergwerks Ost, dessen Schließung zu diesem Zeitpunkt erfolgte.
Bis zum 31. März 1957 war der Bahnhof Pelkum durch die Straßenbahn Hamm nahverkehrstechnisch erschlossen. In Verlängerung der Verbindung nach Wiescherhöfen war die Straßenbahnlinie 3 der Hammer Stadtwerke im Juni 1928 bis zum Pelkumer Amtshaus verlängert worden. Danach wurde der Personennahverkehr mit Bussen der Stadtwerke abgewickelt, welche bis Pelkum noch heute, wie einst die Straßenbahn, unter der Liniennummer 3 verkehren.
Das Empfangsgebäude blieb als Gaststätte erhalten. 1978 stand es leer und wies zunehmend Verfallserscheinungen auf, 1979 verkaufte die Deutsche Bundesbahn es deshalb an einen Privatmann. In der Folge kam es immer wieder zu Pächterwechseln. 1988 wurde das Haus saniert und beherbergt heute ein Restaurant, ein Leuchten- und ein Sonnenstudio.

### Bahnhof Rhynern
Der Bahnhof Rhynern liegt an der Strecke Hamm–Soest auf Höhe des Bahnmeisterwegs zwischen Westtünnen und Osttünnen und war für Züge aus Richtung Soest der letzte Halt vor Hamm. Wegen der ungünstigen Lage zur Ortschaft und der geringen Frequentierung wurde zum Fahrplanwechsel im Frühjahr 1981 der Halt für Personenzüge aufgegeben. Heute dient der Bahnhof als Betriebsbahnhof; der Straßenseitig liegende Bahnsteig ist überwuchert, das einstige Empfangsgebäude als Wohnhaus erhalten. Als Ersatz für den Bahnhof Rhynern wurde bereits in der Zeit seiner Schließung der Haltepunkt Westtünnen geplant, welcher am 10. Oktober 2024 etwa einen Kilometer stadteinwärts gelegen in Betrieb genommen wurde (siehe oben).

## Ehemalige Bahnhöfe und Haltepunkte

### Haltepunkt Allen
Allen war ein Haltepunkt an der 1876 eröffneten Bahnstrecke Welver–Sterkrade. Die Strecke wurde 1968 von Welver bis Unna-Königsborn stillgelegt.

### Bahnhof Rhynern West
Am 18. August 1897 beschloss der Landkreis Hamm den Bau der Bahnstrecke Hamm–Werl. Am 31. Januar um 10:10 Uhr verließ der erste Personenzug mit 100 Ehrengästen nebst dem Landrat Schulze-Pelkum den Bahnhof Hamm. Am Tag darauf wurde der normale Reiseverkehr aufgenommen. Eine Fahrt von Hamm nach Werl kostete in der dritten Klasse 85 Pfennig, in der zweiten Klasse 1,25 Mark. In Rhynern entgleiste einer der Wagen, so dass es zu erheblichen Verspätungen kam.
Während die Endstation in Hamm am Schwarzen Weg in der Höhe der Feidikstraße auf der heute bebauten Seite lag und 1916 beim Umbau der Gleise auf die andere Straßenseite verlegt wurde, war Rhynern durch den Bahnhof Rhynern West erschlossen. Der auf der Strecke Hamm–Werl verkehrende Dampfzug wurde im Volksmund „Pengel Anton“ genannt. 1937 wurde ein Leicht-Triebwagen Typ Wismar in Dienst gestellt, den die Bevölkerung „Schienensepp“ oder „Hoppdiwipp“ nannte. Seine Sirene war dermaßen durchdringend, dass die Anwohner der Bahnübergänge während des Krieges oft aufschreckten und an einen Fliegeralarm glaubten. Die Sirene wurde schließlich durch ein Pfeifsignal ersetzt, das Amtsbürgermeister Thomas Heller in den 1960er Jahren mit den „Posaunen von Jericho“ verglich.
In den Hungerjahren nach dem Zweiten Weltkrieg fuhren die Städter zu Tausenden aufs Land, um bei den Bauern, Kartoffeln, Eier, Speck und sonstige Lebensmittel im Tausch gegen Schmuck, Teppiche oder andere Wertgegenstände zu „hamstern“. Der Bahnbetrieb, der im Februar 1945 wegen der Kriegszerstörungen eingestellt worden war, konnte nach Kriegsende 1945 zunächst nur bis zur Alleestraße wieder aufgenommen werden.
Im Jahr 1947 wurden Pläne erdacht, die Kleinbahn über eine Rampe am Schwarzen Weg an den Hammer Staatsbahnhof anzuschließen. Es wurde Trümmerschutt zusammengetragen und daraus die Rampe streckenweise angelegt. 1952 stellte sich dann aber heraus, dass der Anschluss sich aus technischen Gründen nicht verwirklichen ließ. Allerdings wurde im gleichen Jahr auf Initiative von Rhynerns Amtsdirektor Walter Schüerhoff und Hamms Stadtbaurat Emil Haarmann die Kleinbahnstrecke über den Schwarzen Weg von der Endstation Alleestraße wieder bis fast an die Wilhelmstraße verlängert. Dabei diente ein Holzhaus an der Endstation als Fahrkartenschalter und Warteraum. Der neue Streckenabschnitt wurde am 21. August 1952 eröffnet.
In den 1950er Jahren wurden neue Schienenbusse eingesetzt, die man ebenfalls „Pengel Anton“ nannte. Sie wurden für Ausflugsverkehr an Wochenenden und Schülerfahrten in überfüllten Wagen genutzt. Zu Wallfahrtszwecken kamen Sonderzüge zum Einsatz. Noch 1951 fanden sich in einem Zug bis zu 500 Wallfahrer.
Die Betreibergesellschaft, die Ruhr-Lippe-Eisenbahn, erhielt im Juni 1958 für die Strecke Werl–Rhynern vom Verkehrsminister des Landes eine neue Fünfjahreslizenz. Dennoch wurde beschlossen, das Schienengelände an das Straßenbauamt zu verkaufen und mit den dafür erhaltenen Mitteln Omnibusse anzuschaffen. Dafür würde eine Buslinie eingerichtet, die die Ruhr-Lippe-Eisenbahn gemeinsam mit den Hammer Stadtwerken betreiben würde.
Der Plan wurde am 19. Oktober 1959 zunächst teilweise verwirklicht, Rhynern West wurde zum Endbahnhof; am 4. März 1962 wurde der Schienenverkehr endgültig eingestellt. Um 16:18 Uhr verließ der letzte Triebwagen den Bahnhof Rhynern West zur Abschiedsfahrt nach Hamm. Damit war die 60-jährige Kleinbahn-Ära beendet. Zugleich bedeutete dies das Aus für den Bahnhof Rhynern West. Als moderner Ersatz für die Strecke nach Werl wurde die Regionalbuslinie R41 durch die RLG eingeführt, welche die beiden Stadtzentren über den Ortsteil Rhynern verbindet.

### Haltepunkt Wiescherhöfen
Der Haltepunkt Wiescherhöfen an der Bahnstrecke Hagen–Hamm wurde 1978 für den Personenverkehr stillgelegt. Heute sind vom ehemaligen Haltepunkt nur noch die Fundamente der beiden Außenbahnsteige zu erkennen.

### Pendellinie Hamm Rbf
Von 1921 bis zum Ende der 1960er Jahre verkehrte auf der Westseite des Rangierbahnhofs eine Pendellinie im Dienstpersonenverkehr. Erst nur für die Mitarbeiter, später auch für die Öffentlichkeit. Die Fahrten wurden zunächst mit einer Dampflok und zwei Personenwagen, später mit Akku- und Dieseltriebwagen durchgeführt. Folgende Haltepunkte wurden im 30-Minuten-Takt bedient:
- Hamm Wilhelmstraße
- Hamm Alleestraße/Banning
- Hamm Betriebswerk
- Hamm Germaniabad
- Lohauserholz/Haltepunkt
- Werkstatt II

Bei der Elektrifizierung des Rangierbahnhofs wurde das benutzte Gleis teilweise für die Gründung der Fahrleitungsmasten benötigt. Der Pendelbetrieb wurde eingestellt und durch eine Buslinie ersetzt.